# Rajon Krytschau

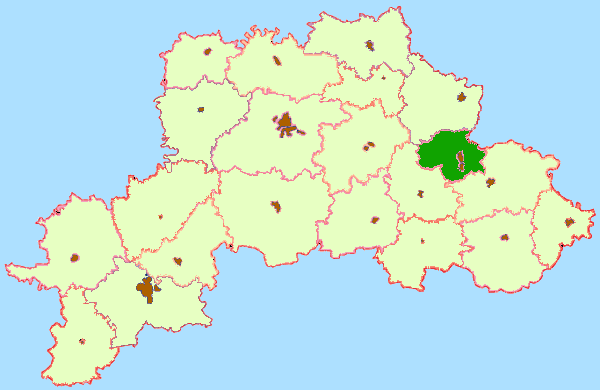
Rajon Krytschau, Karte

Der Rajon Krytschau (belarussisch Крычаўскі раён; russisch Кричевский район) ist eine Verwaltungseinheit in der Mahiljouskaja Woblasz in Belarus mit dem administrativen Zentrum in der Stadt Krytschau. Die Fläche des Rajons beträgt 800 km².

## Geographie
Der Rajon Krytschau liegt im Osten der Mahiljouskaja Woblasz. Die Nachbarrajone in der Woblast Mahiljou sind im Norden Mszislau, im Südosten Klimawitschy und im Südwesten Tscherykau.